# Daniel Weinreb
Pour les articles homonymes, voir Weinreb.
Daniel Weinreb, né le 6 janvier 1959 à Brooklyn et mort le 7 septembre 2012, est un informaticien américain. Il a été hacker au laboratoire d'Intelligence artificielle du MIT, de 1975 à 1979. Il est l'auteur de l'éditeur de texte EINE porté sur la machine Lisp du MIT.

## Biographie
Il grandit à New York (États-Unis), puis rejoint Boston à l’âge de 16 ans pour intégrer le MIT (Massachusetts Institute of Technology).
Il travaille également pour le laboratoire national de Lawrence Livermore, puis cofonde en 1980 la société Symbolics, dont l'histoire marque la fin de la communauté hacker Lisp, la rivalité qui s'ensuit apparaissant comme l'acte fondateur du mouvement du logiciel libre initié par Richard Stallman avec le projet GNU. Il crée également la société Object Design, un éditeur en base de données orientée objet racheté par Progress Software.
Daniel Weinreb est mort le 7 septembre 2012 des suites d’un cancer.

## Publications
- Daniel Weinreb, David Moon, « Flavors, le passage de messages dans la machine Lisp » [« Flavors, message passing in the Lisp Machine »], Cambridge, Massachusetts, Massachusetts Institute of Technology, Artificial Intelligence Laboratory, 1980 (lire en ligne).
- Daniel Weinreb, David Moon, « Manuel Machine Lisp » [« Lisp Machine Manual »], Cambridge, Massachusetts, Massachusetts Institute of Technology, Artificial Intelligence Laboratory, mars 1981 (lire en ligne) [PDF].